# Желязков, Андрей
Андрей Колев Желязков (болг. Андрей Колев Желязков; род. 9 июля 1952, Раднево, Болгария) — болгарский футболист, полузащитник. Участник чемпионата мира 1986 в составе сборной Болгарии. Заслуженный мастер спорта Болгарии (1975).

## Карьера

### Клубная
Желязков играл в болгарских клубах «Минёр» и «Славия», в Нидерландах за «Фейеноорд», во Франции за «Страсбур», в Бельгии за «Жерминаль Беерсхот». С «Фейеноордом» он в 1984 году сделал «дубль» (выиграл и чемпионат Нидерландов, и Кубок страны), играя вместе с такими футболистами, как Йохан Кройф и Руд Гуллит. Со «Славией» Желязков выиграл Кубок Болгарии в 1975 и 1980 годах, также дважды являлся финалистом Кубка: в 1972 и 1981 годах. Он установил несколько рекордов этого болгарского клуба: по количеству проведённых матчей (338) и по количеству забитых голов (136). В 1980 году Желязков был признан футболистом года в Болгарии.

### В сборной
В сборной Болгарии Желязков провёл 54 матча и забил 14 голов. Он принимал участие в чемпионате мира 1986 года и провёл на нём 3 матча.